# یزدان چاه
یزدان چاه یک روستا در ایران است که در دهستان عربخانه واقع شده‌است. یزدان چاه ۳۸ نفر جمعیت دارد.